# オズワルド (お笑いコンビ)
オズワルドは、吉本興業（東京本社）所属のお笑いコンビ。2014年結成。NSC東京校17期生。M-1グランプリ2021準優勝（2019 - 2022ファイナリスト）。第42回ABCお笑いグランプリ王者。

## メンバー
畠中 悠（はたなか ゆう、1987年〈昭和62年〉12月7日 - ）（37歳）
ボケ担当、立ち位置は向かって左。
- 北海道亀田郡戸井町（現：函館市）出身。
- 身長180 cm、体重80 kg。血液型はB型。
- 趣味は映画鑑賞、ドキュメント番組を観ること、素敵なシンガーソングライターを探すこと、泣ける動画を見ること。
- 特技はオリジナルで長渕剛っぽい曲を作ること、実家が昆布漁師のため良い出汁をとることができること、野菜を上手に切ること。
- 兄と姉がいる。18歳でチョコレート工場に就職したが、ある日液体のチョコレートを床一面にこぼすというミスをしてしまい、そのミスに耐え切れず退職。その後金物屋に就職するが、就職して3年目くらいの時、さくらももこの漫画『ひとりずもう』を読んでお笑い芸人を志す。
- 以前は板橋にて柏木成彦（素敵じゃないか）、太朗（太鵬）と同居していた。
- 2023年9月、肺炎治療で入院した。
- 2024年2月29日、初期の腎臓がんであることを公表し、同日に手術を受け、3月5日に退院。

伊藤 俊介（いとう しゅんすけ、1989年〈平成元年〉8月8日 - ）（35歳）
ツッコミ担当、立ち位置は向かって右。
- 千葉県出身。駒澤大学文学部国文学科卒業。
- 身長166 cm、体重53 kg。血液型はA型。
- ちょび髭丸眼鏡。
- 趣味はタバコ、パイプ、料理、お笑いライブめぐり。タバコに関しては、ABCお笑いグランプリの優勝賞金100万円でヨシモト∞ホールに喫煙ルームを設置しようと画策するほどで、JTと金額で揉めていると語っていたが、2021年6月に完成した。
- 末妹は女優の伊藤沙莉。子役デビューしていた沙莉のほうが芸歴では8年先輩にあたる。伊藤が芸人を始めた当初、既にテレビなどで活躍していた妹に対する劣等感や兄としてのプライドから、沙莉が妹であることは公表せず、沙莉にも兄妹だと公表しないよう伝えていたが、ハマカーンの神田伸一郎（神田うのの弟）から「芸人なら乗っかるもん乗っかった方が面白いよ。妹の名前が先行しても、君が面白かったら問題ないんだから」とアドバイスを受け、公表に踏み切った。2022年2月19日の『まつもtoなかい〜マッチングな夜〜』（フジテレビ）にてテレビ共演。
- 20歳の時にヒップホップをやっている地元の先輩の前座で漫才をやったが、本人曰く「シャレにならないくらいスベった」ということで、その悔しさが忘れられず、22歳の時にその漫才を一緒にやった人と一緒にNSCに入学した。
- キャバクラでボーイとして10年間働いていた。前述した特技の土下座はこのボーイ時代のトラブル対応で身についたものである。
- 兄妹で同居していた期間は、女優として活躍する沙莉が3倍多く家賃を払っていたため「ヒモお兄ちゃん」を自称していたことがある。2020年7月にイワクラ（蛙亭）・森本サイダー・大鶴肥満（ママタルト）との同居を始めたが、2022年夏に同居先の建物取り壊しにより転居を余儀なくされている。
- 「ハマショー（浜田省吾）の“MONEY”イズムで芸能界に入って来た」という。

## 略歴
2011年、それぞれ同級生とのコンビで東京NSCに17期生として入学。畠中は在学中にコンビ「T&コークス」を、伊藤は芸歴3年目の時にコンビ「バッカス」をそれぞれ解散。2014年11月、ピン芸人「畠中ゆう」として活動していた畠中とコンビ解散間もない伊藤の2人で、『M-1グランプリ』の決勝出場を目標にコンビ結成。伊藤は畠中のことを「面白いし、絶対に芸人を辞めないだろう」と思ったため相方に選んだ。コンビ名は「ひらひら」、「スイッチヒッター」などの候補の中からあみだくじで「オズワルド」に決まった。
2018年12月23日のヨシモト∞ホール「ファーセカ∞チェンジ」でファーストクラスに昇格するも、2019年6月28日の「ファーセカ∞チェンジ」で再びセカンドクラスに降格。
2019年7月14日放送の『ゴッドタン』（テレビ東京）にて行われた企画「こいつは天才だ！と一目置かれている芸人ランキング」で第4位に選ばれた。
2019年は『M-1グランプリ』の決勝に向けて、吉本興業以外が主催しているライブを含め多数のライブに出演した。同年の『M-1グランプリ』では初めて決勝に進出。ノーシードからの決勝進出であり、準々決勝以上も初進出だったため、ダークホースと称される一組であった。決勝では8番手でネタを披露し、結果は638点を記録し第7位となる。
2020年には『第41回ABCお笑いグランプリ』の決勝に進出。ファーストステージでは審査員7名中4名から1位評価を受けファイナルステージに進出するが、最終結果は654点でコウテイに12点差で敗れ、準優勝となった。その後出場した『マイナビ Laughter Night 第6回チャンピオンLive』では6代目王者に輝き、初の賞レース制覇を果たした。更に昨年に続き2年連続で『M-1グランプリ』の決勝進出を果たす。7番手でネタを披露し、結果は642点を記録し第5位となった。
2021年2月、『相席食堂』（朝日放送テレビ）の第2回M-1ファイナリストロケ頂上決戦で優勝。
2021年3月、『松本家の休日』（朝日放送テレビ）の番組内で行われた松-1グランプリに出演。畠中が作詞作曲をした松本人志（ダウンタウン）に捧げる歌「松本さん」を歌い優勝した。
2021年4月2日よりマイナビ Laughter Night内にてレギュラーラジオ『ほら!ここがオズワルドさんち!』が放送開始。
2021年4月5日よりヨシモト∞ホールのムゲンダイレギュラー入り。看板芸人となる。
2021年7月11日、ラストイヤーとなる『第42回ABCお笑いグランプリ』の決勝に2年連続で進出。ファーストステージでは審査員7名全員から1位評価を受けてファイナルステージに進出。最終決戦では676点で完全優勝、並びにABCお笑いグランプリ（前身のABCお笑い新人グランプリを含む）史上初の関東芸人による優勝を果たした。さらに同年、3年連続で『M-1グランプリ』の決勝進出を果たす。ファーストステージでは、6番手でネタを披露し665点を記録。暫定1位で初の最終決戦進出を果たし、最終決戦では3番手で登場しネタを披露した。最終審査結果はオール巨人からの1票を得たものの錦鯉に敗れ、準優勝となった。
『M-1グランプリ』において2019年、2020年と2年連続で決勝ラウンドにおけるオズワルドの直前にネタを披露したコンビ（ミルクボーイ、マヂカルラブリー）が優勝しており、2021年は最終決戦において直前の出番であった錦鯉が優勝を果たした。またオズワルドは準決勝で敗退した経験が2022年までなく、2022年が初の敗者復活戦となった。
そして視聴者投票で見事1位に輝き、敗者復活枠で決勝戦に出場した。3番手でネタを披露し、結果は639点を記録し第7位となった。
2024年3月31日をもってヨシモト∞ホールを卒業。同日、卒業公演『卒業するんだってさーーーー!!』を開催した。

## 芸風
- ネタは主にしゃべくり漫才。
- 畠中の独特で奇妙なボケと伊藤のつぶやくようなシュールなツッコミが特徴である[45]。まず伊藤が「お世話になってます。伊藤と畠中でオズワルドです」と始まる。伊藤が畠中に困惑しながら話が進み[46]、関西のテンポの速い漫才と比較してスローテンポと間を生かした「東京漫才」を自らの持ち味としている[47]。なお、畠中は北海道出身、伊藤は千葉県出身であるため、「東京都出身」ではない。
- その日その場一の爆笑を掻っ攫ったとされる『M-1グランプリ2019』準々決勝、準決勝のトム・ブラウン、決勝ファーストラウンドのミルクボーイ、『M-1グランプリ2020』準決勝のおいでやすこが、決勝ファーストラウンドのマヂカルラブリーの後に登場しても空気感やテンポは変わらず平常心で漫才を行うメンタルも強みである[48]。共通語（伊藤は千葉弁）でしっとりした話し口に加え、吉本以外のライブにも多数出演してきた経歴から吉本っぽくない芸風と言われることが多い[49]。東京吉本所属ながらなんばグランド花月をはじめとした大阪の劇場に呼ばれる機会が多い[50]。
- 漫才の締めは、「やめさせてもらうわ」にちなんだ「いったんやめさせてもらいます」というフレーズを用いている[51]。ダ・ヴィンチニュースの連載では「一旦辞めさせて頂きます」とより丁寧な表現になっている。
- 衣装は、2人とも白シャツにサスペンダーを着用していた。M-1グランプリ2021から畠中は白と茶色のストライプ、伊藤は薄青のシャツを着用している。サスペンダーは、川瀬名人（ゆにばーす）の薦めで着け始めたもので、最初は伊藤のみが着けていたが中村英将（ゆったり感）の助言で畠中も着けるようになった[52]。最初はコンビで白Tシャツに黒ズボンで揃えていた[46]。
- 2人ともスーツに憧れがあり[46]M-1グランプリ2023敗者復活戦では、畠中は緑のスリーピーススーツ、伊藤は水色のダブルスーツを着用した。翌M-1グランプリ2024では、両名ともスーツを着用している。
- 『M-1グランプリ2019』の決勝に行けたのは50％川瀬名人のおかげだと語り、尊敬している先輩でもある[46]。
- ネタは畠中が最初にテーマを持ってきて2人で作る。ネタの気味の悪さは、畠中の好きな手塚治虫や藤子不二雄の短編などのちょっと気持ち悪い設定の漫画が影響している[46]。
- 結成初期は互いにボケを重ねてゆくWボケスタイルだったが、似たスタイルのまんじゅう大帝国が頭角を現したこと、2016年のM-1グランプリで1回戦敗退したこと、また、原田フニャオ（ダンビラムーチョ）からの助言もあり、伊藤がツッコミに転向[23]。ボケとツッコミがはっきりと分かれるスタイルに変えた[53][54][55]。

## 出囃子
- T字路s 「これさえあれば」

## 受賞歴
- 2020年 第5回 上方漫才協会大賞 - 文芸部門賞
- 2020年 マイナビ Laughter Night第6代目グランドチャンピオン[56][57]
- 2021年 ABCお笑いグランプリ 優勝[5]
- 2021年 M-1グランプリ2021 - 準優勝[4]
- 2021年 オリジナルTシャツのUp-T presents T1グランプリ2021 - 優勝

## 賞レース成績

### Mｰ1グランプリ
| 年度（回）       | 結果       | エントリー No. | 会場                   | 日程     | 備考                                                                 |
| ---------------- | ---------- | -------------- | ---------------------- | -------- | -------------------------------------------------------------------- |
| 2015年（第11回） | 3回戦進出  | 2389           | ルミネtheよしもと      | 10月22日 |                                                                      |
| 2016年（第12回） | 1回戦敗退  | 439            | 新宿シアターモリエール | 8月6日   |                                                                      |
| 2017年（第13回） | 3回戦進出  | 1021           | ルミネtheよしもと      | 10月20日 |                                                                      |
| 2018年（第14回） | 3回戦進出  | 1153           | ルミネtheよしもと      | 10月16日 |                                                                      |
| 2019年（第15回） | 決勝7位    | 1178           | テレビ朝日             | 12月22日 | 決勝キャッチフレーズ「新・東京スタイル」                             |
| 2020年（第16回） | 決勝5位    | 728            | テレビ朝日             | 12月20日 | 決勝キャッチフレーズ「NEO東京スタイル」                              |
| 2021年（第17回） | 決勝2位    | 2372           | テレビ朝日             | 12月19日 | 決勝キャッチフレーズ「シン・東京スタイル」 ファーストラウンド1位通過 |
| 2022年（第18回） | 決勝7位    | 3311           | テレビ朝日             | 12月18日 | 準決勝敗退後、敗者復活戦で決勝進出                                   |
| 2023年（第19回） | 準決勝進出 | 1321           | NEW PIER HALL          | 12月7日  | 敗者復活戦進出                                                       |
| 2024年（第20回） | 準決勝進出 | 3750           | NEW PIER HALL          | 12月5日  | 敗者復活戦進出                                                       |

### その他
- 2020年 ABCお笑いグランプリ 準優勝[59]

## 出演

### テレビ
現在のレギュラー番組
- 東京オズワルドランド（2023年4月7日 - 、千葉テレビ） - 冠番組
- 道産人間オズブラウン（2024年4月7日 - 、札幌テレビ）
- オズワルドのなんでも聞いてやる!（2024年12月22日 - 、千葉テレビ）
- 乃木坂スター誕生!SIX（日本テレビ）- MC（2025年4月29日 - ）

過去のレギュラー番組
- マヂカルクリエイターズ（2022年1月12日 - 2月23日、テレビ東京）
- 新・乃木坂スター誕生! （2022年4月25日 - 2024年2月7日、日本テレビ）- MC
- 超・乃木坂スター誕生!（日本テレビ）- MC
  - シーズン1（2023年4月25日 - 2024年2月20日）
  - シーズン2（2024年4月30日 - 2025年3月11日）

特別番組（MCもしくはメインキャスト）
- CHEF-1グランプリ2022への道（2022年3月6日・13日・6月26日、朝日放送テレビ） - MC
- オズワルドのパイロット版（2022年3月31日・4月1日・8月25日・26日、中部日本放送） - 冠番組
- もったいないからヤれるとこまでやってみよう!（2022年5月1日、テレビ朝日） - 伊藤：MC、畠中：スタジオ出演
- ファイブ・ジャッジ 〜あなたの100万円クイズ、代行します〜（2022年9月30日、関西テレビ） - 伊藤：MC、畠中：チャレンジャーエスコーター
- オズモグランキング（2022年10月18日・2023年1月24日、テレビ朝日） - 冠番組
  - 錦鯉たかし&オズワルド伊藤の超自由時間（2023年2月28日 - 3月14日・9月18日 - 10月2日・2025年5月4日 - 18日、北海道テレビ放送） - 畠中はゲスト出演である。

- メッセンジャー黒田とオズワルドのイマドキ普通やでニュース（2023年3月25日、読売テレビ）
- オズワルドの○○まで30秒です。（2023年7月17日・7月24日・10月2日、テレビ東京）
- 創作ことわざバラエティ 鬼に金棒、オズにマユリカ（2025年1月3日、読売テレビ）

### ウェブ配信
- オズワルドのニューラジオ（2020年5月25日 - 、YouTubeチャンネル「オズワルドのおずWORLD」）

### ラジオ
現在のレギュラー番組
- エビ中☆なんやねん（2021年4月13日 - 、MBSラジオ）
- レバレジーズ presents MUSIC COUNTDOWN 10&10（2021年5月23日 - 、Lucky FM 茨城放送）
- らじらー! サンデー（2024年4月14日 - 、NHKラジオ第1放送）週替わりゲストMC

過去の出演
- マイナビ Laughter Night（2018年9月21日初O.A.、TBSラジオ）
  - 2020年年間チャンピオン大会 優勝

- オズワルドのオールナイトニッポン0(ZERO)（2020年10月24日、ニッポン放送）
- ほら!ここがオズワルドさんち!（2020年12月28日・2021年4月3日 - 2024年3月28日、TBSラジオ）
  - 「マイナビLaughter Night 第6回チャンピオンLIVE」優勝特典として特番が放送。2021年4月より「マイナビ Laughter Night」後半30分枠でレギュラー番組獲得。2022年4月より木曜0時枠（水曜深夜）に移動、放送時間も1時間に拡大する。

### 映画
- ザ・エレクトリカルパレーズ（2020年）

### 劇場アニメ
- 映画 クレヨンしんちゃん オラたちの恐竜日記（2024年8月9日、東宝） - アンモナー伊藤 役（伊藤）、チュウ 役（畠中）[74]

### テレビドラマ
- イチケイのカラス 第9話（2021年5月31日、フジテレビ） - 傍聴マニア 役

畠中
- treatment ビューティフル・コンビニエンスワールド 第1話（2023年7月4日、TOKYO MX1） - ラジオの男 役[75][76]

### Webドラマ
- 見つめ（2021年7月、宝島社×GREGORY） - 永瀬カイ 役（伊藤）、赤坂ユウ 役（畠中）[77]

### CM
- 三井住友カード「みんな同じだった」篇（2021年2月） - さまよう人 住吉 役（伊藤）
  - Webムービー「みんな違って、みんな同じ」篇では居酒屋の店主ハタナカさん役で畠中も出演[78]
- JINS「Airframe」（2022年3月 - ） - 井浦新、佐久間由衣と共演[79]
- 東京ガス「シロクマのしりとり」編（2022年11月26日 - ） - 声の出演[80]
- サントリー サントリー生ビール トリプル生
  - 「運送業で生きる人」篇、「声を出す人」篇、「うずうず」篇（2023年3月 - ）[81]
  - 「期待の新人」篇（2024年2月 - ）令和ロマンと共演[82]
  - 「雨が上がる」篇（2024年4月 - ）山﨑賢人、上白石萌音、アイナ・ジ・エンドと共演[83]
  - 「長すぎる夏の日」篇（2024年7月 - ）山﨑賢人、上白石萌音、アイナ・ジ・エンド、坂口憲二、平泉成と共演[84]

## 脚本

### 配信ドラマ
- モモウメ（Hulu） - 伊藤沙莉主演。40エピソードの内、伊藤と畠中で5エピソードずつ執筆[85]。

## 単独ライブ
- 2017年9月17日 -『いちばんおいしいところ』[86]（ヨシモト∞ホール）
- 2019年2月3日 -『とてもやわらかいいのち』[87][88]（ヨシモト∞ホール）
- 2019年9月16日 -『オズワールドカップ2019東京』（ヨシモト∞ホール）
- 2020年3月30日 -『あたらしいとうきょう』[89]（ルミネtheよしもと） - 新型コロナウイルスの影響により延期
- 2021年4月9日 -『あたらしいとうきょう』（ルミネtheよしもと）[90]
- 2024年9月11日 -『あとひとつ』(なんばグランド花月)[91]
- 2024年9月23日 -『あとひとつ』(よしもと福岡大和証券劇場)
- 2024年9月29日 -『あとひとつ』(ルミネtheよしもと)

## 音楽
- うさぎとかめ - 畠中 作詞・作曲・歌唱、斉藤和義 編曲・ギター、草彅剛 ギター、伊藤俊介・海原やすよ ともこ コーラス （『草彅やすともの うさぎとかめ』番組テーマ曲/2023年9月10日配信リリース/読売テレビ）

畠中
- 1人でいい - 畠中 作詞・作曲・歌唱（『ジンギス談』エンディング・テーマ）